# Флойдейда
Флойдейда (англ. Floydada) — город в США, расположенный в северо-западной части штата Техас, административный центр округа Флойд. По данным переписи за 2010 год число жителей составляло 3038 человек, по оценке Бюро переписи США в 2018 году в городе проживало 2767 человек.

## История

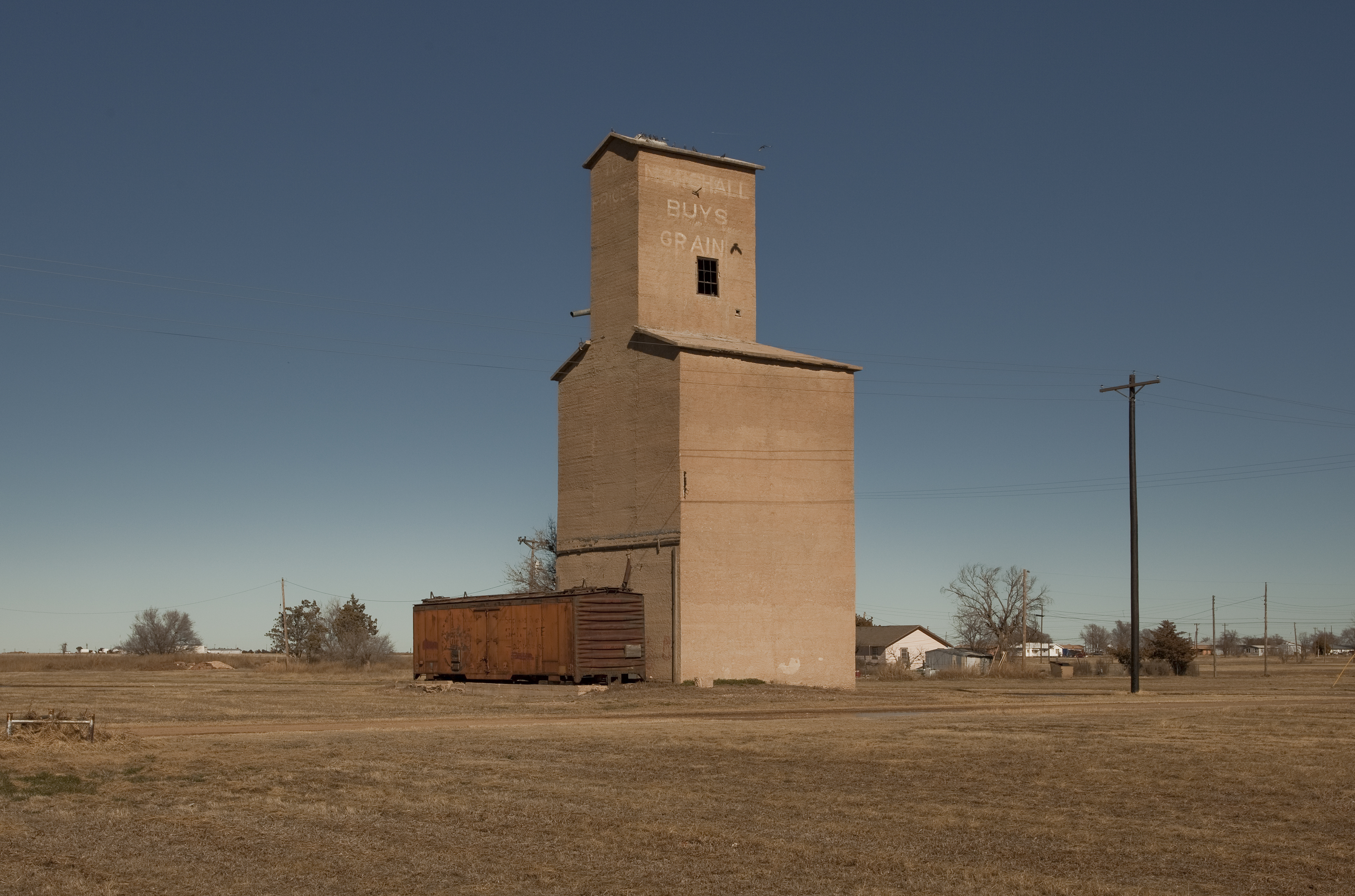
Заброшенный зерновой элеватор во Флойдейде

Изначально поселение, основанное в 1890 году, называлось Флойд-Сити. Вскоре после основания поселение выиграло выборы административного центра округа. При открытии почтового отделения городу пришлось изменить название на Флойдейда, чтобы не возникло путаницы с городом Флойд в округе Хант. По некоторой версии, город должен был называться Флойдалия, однако в процессе регистрации была совершена ошибка. По другой версии к старому названию города добавили имя Ада матери Джеймса Прайса, пожертвовавшего землю для города, по третьей версии название было сочетанием имён родителей его жены, Каролины Прайс.
Первой газетой в городе стала Texas Kicker, издававшаяся в 1890-х годах. В 1910 году к Флойдейде провели железную дорогу Pecos and Northern Texas. В 1911 году городу пришлось перестаиваться заново после крупного пожара. В 1918 году в городе произошла эпидемия гриппа, в которой погибли более 50 человек. В 1928 году во Флойдейду пришла железная дорога Quanah, Acme and Pacific. Помимо периодов эпидемии и Великой депрессии, Флойдейда демонстрировала более стабильный рост, чем многие другие города Западного Техаса. В 1970 году в городе насчитывалось 118 предприятий, госпиталь, развитая школьная система, двадцать две церкви, библиотека и три парка. К 2000 году в городе было прекращено железнодорожное сообщение. Основными источниками дохода региона являются выращивание и обработка хлопка, пшеницы, овощей, сои, кукурузы, подсолнухов и скотоводство. Также развито производство гоночных автомобилей, изделий из листового металла, а также нефтепромыслового оборудования.

## География
Флойдейда находится в центральной части округа, его координаты: 33°59′01″ с. ш. 101°20′12″ з. д..
Согласно данным бюро переписи США, площадь города составляет около 5,3 км2, полностью занятых сушей.

### Климат
Согласно классификации климатов Кёппена, в Флойдейде преобладает семиаридный климат умеренных широт (BSk).
| Показатель                    | Янв.  | Фев.  | Март  | Апр. | Май  | Июнь | Июль | Авг. | Сен. | Окт. | Нояб. | Дек.  | Год   |
| ----------------------------- | ----- | ----- | ----- | ---- | ---- | ---- | ---- | ---- | ---- | ---- | ----- | ----- | ----- |
| Абсолютный максимум, °C       | 27,2  | 31,1  | 34,4  | 37,2 | 42,8 | 43,9 | 41,7 | 42,8 | 39,4 | 37,8 | 31,7  | 29,4  | 43,9  |
| Средний суточный максимум, °C | 10,8  | 13,3  | 18,1  | 23,2 | 27,6 | 31,9 | 33,6 | 32,8 | 28,8 | 23,4 | 16,7  | 11,8  | 22,7  |
| Средняя температура, °C       | 3,1   | 5,3   | 9,5   | 14,7 | 19,7 | 24,4 | 26,3 | 25,5 | 21,5 | 15,7 | 8,9   | 4,3   | 14,9  |
| Средний суточный минимум, °C  | −4,6  | −2,7  | 0,9   | 6,3  | 11,7 | 16,9 | 19,1 | 18,3 | 14,2 | 8,1  | 1,2   | −3,3  | 7,2   |
| Абсолютный минимум, °C        | −22,8 | −21,1 | −16,1 | −7,8 | −1,7 | 5,6  | 7,8  | 8,9  | 1,1  | −8,9 | −16,7 | −19,4 | −22,8 |
| Норма осадков, мм             | 14    | 17    | 27    | 37   | 74   | 85   | 58   | 57   | 68   | 47   | 24    | 17    | 524   |
| Источник: weatherbase.com     |       |       |       |      |      |      |      |      |      |      |       |       |       |

## Население
Согласно переписи населения 2010 года в городе проживало 3038 человек, было 1134 домохозяйства и 807 семей. Расовый состав города: 75,5 % — белые, 4,3 % — афроамериканцы, 0,8 % — коренные жители США, 0 (1 человек) — азиаты, 0 % (1 человек) — жители Гавайев или Океании, 17,9 % — другие расы, 1,4 % — две и более расы. Число испаноязычных жителей любых рас составило 20,5 %.
Из 1134 домохозяйств, в 39,3 % живут дети младше 18 лет. 52,5 % домохозяйств представляли собой совместно проживающие супружеские пары (22,3 % с детьми младше 18 лет), в 14,3 % домохозяйств женщины проживали без мужей, в 4,4 % домохозяйств мужчины проживали без жён, 28,8 % домохозяйств не являлись семьями. В 26,4 % домохозяйств проживал только один человек, 12,1 % составляли одинокие пожилые люди (старше 65 лет). Средний размер домохозяйства составлял 2,68 человека. Средний размер семьи — 3,24 человека.
Население города по возрастному диапазону распределилось следующим образом: 33,5 % — жители младше 20 лет, 21,7 % находятся в возрасте от 20 до 39, 29,1 % — от 40 до 64, 15,8 % — 65 лет и старше. Средний возраст составляет 35,9 года.
Согласно данным пятилетнего опроса 2018 года, медианный доход домохозяйства в Флойдейде составляет 41 250 долларов США в год, медианный доход семьи — 48 472 доллара. Доход на душу населения в городе составляет 18 109 долларов. Около 19,1 % семей и 22,6 % населения находятся за чертой бедности. В том числе 30,2 % в возрасте до 18 лет и 10,7 % старше 65 лет.

## Местное управление
Управление городом осуществляется мэром, заместителем мэра и городским советом, состоящим из 5 человек. Четыре члена совета выбираются по округам и один — всем городом.
Другими важными должностями, на которые происходит наём сотрудников, являются:
- Сити-менеджер
- Городской юрист
- Городской секретарь

## Инфраструктура и транспорт
Основными автомагистралями, проходящими через Флойдейду, являются:
- автомагистраль 62 США проходит с востока от Матадора на юго-запад к Лаббоку.
- автомагистраль 70 США проходит с востока от Матадора на северо-запад к Плейнвью.
- автомагистраль 207 штата Техас проходит с севера от Силвертона на юг к Посту.

В городе располагается муниципальный аэропорт Флойдейда. Аэропорт располагает одной взлётно-посадочной полосой длиной 1402 метра. Ближайшим аэропортом, выполняющим коммерческие рейсы, является международный аэропорт Престона Смита в Лаббоке. Аэропорт находится примерно в 80 километрах к юго-западу от Флойдейды.

## Образование
Город обслуживается независимым школьным округом Флойдейда.